# Jeff Greenwood
Jeffrey („Jeff“) John Greenwood (* 15. Mai 1975 in Hartford, Connecticut) ist ein US-amerikanischer Snowboarder. Bei der Snowboard-Weltmeisterschaft 1996 wurde er Weltmeister im Riesenslalom.

## Leben
Jeff Greenwood wuchs in Granby, Connecticut, auf. Er hat zwei ältere Brüder, sein Vater arbeitete für das Straßenbauamt. Als Kind fuhr er in seiner Freizeit zunächst Ski, bis er mit 12 Jahren zum Snowboard wechselte. Er besuchte die Carrabassett Valley Academy, eine auf Wintersport spezialisierte High School in Vermont, an der Eric Webster und Scott Palmer seine Trainer waren. 1995 wurde er vom Nationaltrainer Peter Foley in das Sommercamp eingeladen.
Greenwood gewann bei der Winter-Universiade 1995 Gold im Riesenslalom und Slalom. Im Rahmen des Snowboard-Weltcup 1995/96 holte er im Dezember 1995 einen Sieg im Riesenslalom in Altenmarkt im Pongau. Bei der Snowboard-Weltmeisterschaft im Januar 1996 in Lienz wurde er Weltmeister im Riesenslalom. Beim Snowboard-Weltcup 1997/98 gewann er den ersten Wettkampf in Tignes.
Greenwood bereitete sich auf die Olympischen Winterspiele 1998 vor, konnte sich jedoch nicht für die dort antretende US-amerikanische Mannschaft qualifizieren. Er nahm an den Olympischen Winterspielen 2002 teil, wo er jedoch beim Parallel-Riesenslalom mit Platz 20 in der Qualifikation ausschied.